# Бейкер, Бланш
Бланш Бейкер (англ. Blanche Baker, род. 20 декабря 1956) — американская актриса, лауреат премии «Эмми».

## Жизнь и карьера
Бланш Бейкер родилась в Нью-Йорке в еврейской семье актрисы Кэрролл Бейкер и режиссёра Джека Гарфайна. Окончив Колледж Уэллсли в 1976 году она начала карьеру в театре, а в 1978 году дебютировала на экране в мини-сериале «Холокост». Дебютная роль в «Холокосте» принесла Бейкер Премию «Эмми» за лучшую женскую роль второго плана в мини-сериале или фильме и вскоре она начала сниматься на большом экране, сначала сыграв небольшую роль в драме «Соблазнение Джо Тайнана», а после главную женскую роль в комедии «Французские открытки».
В 1981 году Бланш Бейкер дебютировала на бродвейской сцене, сыграв заглавную роль в постановке «Лолита» Владимира Набокова. В восьмидесятых она также была заметна по ролям второго плана в фильмах «16 свечей», «Без компромиссов», «Вымогательство» и тогда же сыграла главные роли в нескольких телефильмах. В последующие годы она в основном была активна на театральной сцене, за исключением заметных ролей в фильмах «История служанки», «Девушка по соседству» и «Забирая Чэнса», а также в телесериалах «Закон и порядок» и «Закон и порядок: Преступное намерение».